# زكي رضا سبوريل
زكي رضا سبوريل (بالتركية: Zeki Rıza Sporel) ـ (28 فبراير 1898 ـ 3 نوفمبر 1969) هو لاعب كرة قدم تركي. لعب في مركز المهاجم في صفوف كل من نادي فنربخشة (الذي قضى فيه حياته الكروية بأكملها) ومنتخب تركيا لكرة القدم، ويُعدّ واحدًا من أفضل المهاجمين في تاريخ كرة القدم التركية. لُقِّب بالأستاذ (بالتركية: Üstad) تقديرًا لقدراته التهديفية الاستثنائية.

## مولده
ولد زكي رضا في إسطنبول سنة 1898، وهو الشقيق الأصغر لحسن كامل سبوريل، الذي كان هو الآخر لاعبًا في فريق فنربخشه لكرة القدم، ثم رأس النادي فيما بعد.

## نادي فنربخشه
بدأ زكي رضا ممارسة كرة القدم في فريق الشباب بنادي فنربخشه، حيث قضى ثلاث سنوات (1912 ـ 1915) قبل أن يُصعَّد إلى الفريق الأول وهو في الثامنة عشرة من عمره (موسم 1915 ـ 1916).

## المنتخب التركي
في 26 أكتوبر 1923، شارك زكي رضا سبوريل في أول مباراة دولية خاضها المنتخب التركي، وكانت مباراة ودية في استاد تقسيم أمام منتخب رومانيا، وهي المباراة التي شهدت تسجيله أول هدف دولي في تاريخ المنتخب التركي. وقد انتهت المباراة بالتعادل بهدفين لكل فريق، وسجل سبوريل هدفي المنتخب التركي. وقد شارك سبوريل مع المنتخب التركي في 16 مباراة دولية، أحرز فيها 15 هدفًا.

## طريقة لعبه
كان زكي رضا سبوريل يجيد اللعب بقدمه اليسرى، وكان نادرًا ما يسدد بقدمه اليمنى أو برأسه.

## أرقامه القياسية
يمتلك سبوريل عددًا من الأرقام القياسية حققه مع نادي فنربخشه، منها:
- صاحب أكبر عدد من الأهداف في تاريخ النادي، إذ سجّل للفريق 470 هدفًا في 352 مباراة.[5]
- صاحب أكبر عدد من الأهداف في مباراة واحدة، حيث سجل في يوم 12 فبراير 1931 ثمانية أهداف في مباراة فاز فيها فنربخشة بنتيجة 16 ـ صفر.
- صاحب أسرع هدف

أما في المنتخب التركي، فهو صاحب أول هدف في تاريخ المنتخب.

## رئاسته لنادي فنربخشه
رأس زكي رضا سبوريل نادي فنربخشه بين عامي 1955 و1957، وقد سبق في ذلك أخاه الأكبر حسن كامل سبوريل، الذي رأس النادي عامي 1960 و1961.

## روابط خارجية
- زكي رضا سبوريل على موقع اتحاد تركيا (لاعب) (الإنجليزية)
- زكي رضا سبوريل على موقع قاعدة بيانات كرة القدم.إي يو (الإنجليزية)
- زكي رضا سبوريل على موقع عالم كرة القدم.نت (الإنجليزية)
- زكي رضا سبوريل على موقع أوليمبيديا (الإنجليزية)